# Steve Zahn
Steven James Zahn (/zɑːn/, sinh ngày 13 tháng 11 năm 1967) là nam diễn viên người Mỹ.
Ở lĩnh vực điện ảnh, Zahn được biết đến qua vai chính trong các phim That Thing You Do! (1996), Happy, Texas (1999), Joy Ride (2001), National Security (2003), A Perfect Getaway (2009), Cowboys (2020) và LaRoy, Texas (2023). Ngoài ra ông còn đóng vai phụ các phim Reality Bites (1994), Out of Sight (1998), Forces of Nature (1999), Employee of the Month (2004), Riding in Cars with Boys (2001), Chicken Little (2005), Sahara (2005), Rescue Dawn (2006), Dallas Buyers Club (2013), The Good Dinosaur (2015), Captain Fantastic (2016) và War for the Planet of the Apes (2017).
Trên truyền hình, Zahn nổi tiếng với các vai Davis McAlary trong loạt phim Treme (2010–2013) của HBO, Cobi trong Mad Dogs (2015–2016) của Amazon Prime Video, Jude Ellis trong loạt phim khoa học viễn tưởng The Crossing (2018) của ABC và Mark Mossbacher trong phần một của The White Lotus (2021).
Ông từng nhận được một giải Tinh thần độc lập, ngoài ra ông có một đề cử giải Primetime Emmy và hai đề cử giải Nghiệp đoàn diễn viên màn ảnh.